# Lille Grand Palais (metrostation)
Het metrostation Lille Grand Palais is een station van metrolijn 2 van de metro van Rijsel, gelegen in het centrum van de stad Rijsel. De naam van dit station komt van het Palais des Congrès, een congreszaal die zich op een steenworp afstand bevindt van het metrostation. Het station heette eerder "Foire Commerciale", maar na de bouw van het Palais des Congrès (in het kader van het project Euralille) en de verplaatsing van de markt (foire), werd besloten het station te hernoemen.